# Eucharassus dispar
Eucharassus dispar är en skalbaggsart som beskrevs av Bates 1885. Eucharassus dispar ingår i släktet Eucharassus och familjen långhorningar.
Artens utbredningsområde är:
- Costa Rica.
- Panama.

Inga underarter finns listade i Catalogue of Life.